# Leirvíkar kommuna
Leirvíkar kommuna var en kommune på Færøerne, der som eneste by havde Leirvík på Eysturoy. Den blev udskilt fra Fuglafjarðar kommuna i 1918 med et areal på 11 km².
Kommunen blev lagt sammen med Gøtu kommuna til Eysturkommuna den 1. januar 2009. Leirvíkar kommuna havde ved sammenlægningen 878 indbyggere.